# Grindel
Grindel (antiguamente en francés Grandelle) es una comuna suiza del cantón de Soleura, localizada en el distrito de Thierstein. Limita al norte con las comunas de Laufen (BL) y Wahlen bei Laufen (BL), al este con Büsserach y Erschwil, al sur con Val Terbi (JU), y al oeste con Bärschwil.

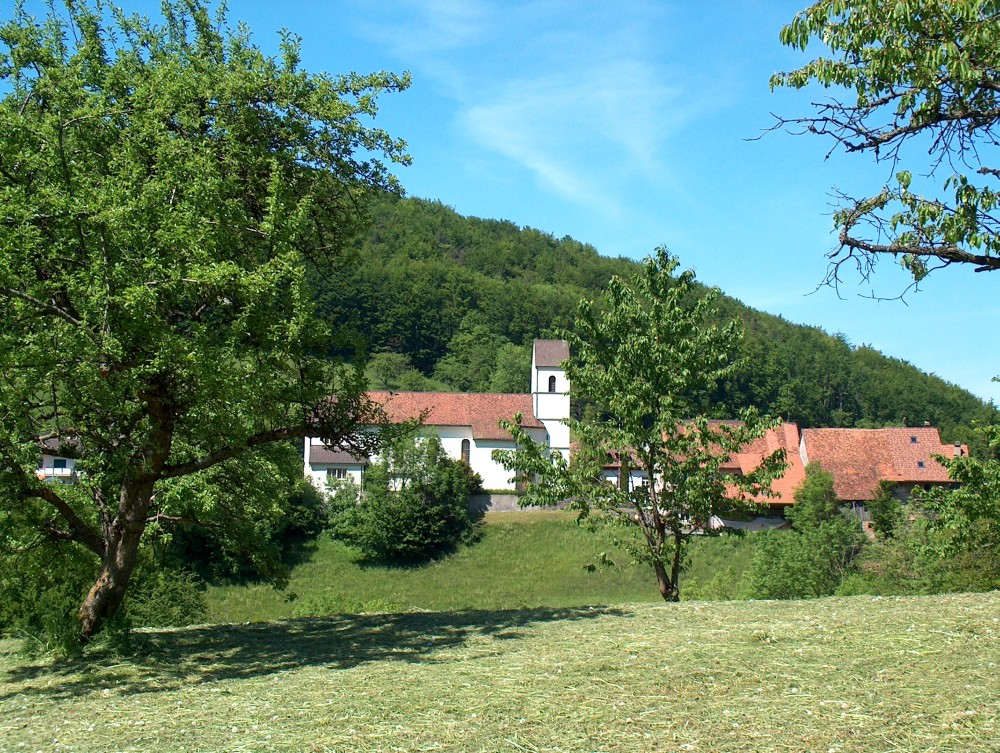
Vista de Grindel.